# Аугшкап, Агрий Робертович
Агрий Робертович Аугшкап (20 февраля 1925 — 21 апреля 2006) — советский, российский и латвийский театральный актёр. Заслуженный артист Латвийской ССР (1958).

## Биография
Агрий Аугшкап родился 20 февраля 1925 года в семье служащего Роберта Петровича Аугшкапса.
Закончил актёрскую студию Московского драматического театра им. К. С. Станиславского.
Был актёром Рижского театра русской драмы и Московского драматического театра имени А. С. Пушкина.
Дочери: Ирина Аугшкап (в замужестве Серова) — актриса Московского государственного театра «Ленком» и Татьяна Аугшкап — актриса Московского театра имени Маяковского.
Снимался в кино, дебютировал в фильме «Дружок», снятом в 1958 году режиссёром Виктором Эйсымонтом.
Ушёл из жизни 21 апреля 2006 года. Похоронен в Москве на Ваганьковском кладбище.

## Роли в театре

### Рижский театр русской драмы (1950-1964)
- 1950 — «В огне» Рудольфа Блауманиса — Алдер
- 1950 — «С любовью не шутят» Педро Кальдерона — Дон Хуан
- 1951 — «Ревизор» Н. В. Гоголя — Хлестаков
- 1952 — «Много шума из ничего» Уильяма Шекспира — Клаудио
- 1958 — «Тайфун» Цао Юй — Чжоу Пин (Пин), сын; Чжоу Чун (Чун), сын
- 1958 — «Варвары» М. Горького — Монахов
- 1960 — «Вишнёвый сад» А. П. Чехова — Епиходов
- 1962 — «Сирано де Бержерак» Эдмона Ростана — Кристиан
- 1963 — «День чудесных обманов» («Дуэнья») Ричарда Шеридана — Исаак Мендоза
- 1963 — «Человек со звезды» («Лучше оставаться мёртвым») К. Виттлингера — Ганс Кифер
- 1964 — «Егор Булычов и другие» Максима Горького — Пропотей

## Фильмография
- 1957 — Рита — эпизод
- 1958 — Дружок — дядя Лёня
- 1975 — Следствие ведут знатоки. Ответный удар — эксперт-металловед
- 1975 — Обретёшь в бою
- 1976 — Жизнь и смерть Фердинанда Люса — следователь Джон Лорд
- 1977 — Провинциальная история — гость
- 1980 — Синдикат-2 — Кейт
- 1992 — Чёрный квадрат
- 1992 — Помнишь запах сирени… — Георгий Дмитриевич

## Аудиокниги
- 1996 – Властелин Пыли (аудиоспектакль) – Властелин Пыли